# 錦笑亭満堂
錦笑亭 満堂（きんしょうてい まんどう、1983年12月31日 - ）は、日本の落語家、俳優、元お笑い芸人（ピン芸人）、実業家である。別名義・旧芸名・本名は末高 斗夢（すえたか とむ）。
五代目円楽一門会、エイベックス・マネジメントの所属で、個人事務所の株式会社プロダクション末高の代表取締役である。東京都新宿区西早稲田出身、明治学院東村山高等学校卒業、亜細亜大学中退。

## 来歴
実家は東京都板橋区常盤台の末高歯科医院。母親はピアノ講師・洗足学園音楽大学元講師の末高明美。
1999年2月、お笑い芸人「末高斗夢」でデビュー（ホリプロコム所属、2011年9月14日まで）。
2011年8月、落語家の三遊亭好楽に入門し「三遊亭こうもり」として活動していくことを発表。
2013年2月、R-1ぐらんぷり決勝進出。東京の落語家、前座としては初の決勝進出。
2014年4月、伊勢神宮 外宮せんぐう館において落語家初の奉納落語を行った。
2014年9月、二つ目昇進および高座名を「三遊亭とむ」に改名。出囃子は『石段』。
2015年11月11日、一般女性と結婚。
2016年5月28日、ヒルトン東京で挙式・披露宴を行った。
2017年10月31日、第一子となる男児が誕生し、エイベックス・マネジメントの所属になったことを合わせて発表した。
2021年3月12日、第二子の女児が誕生。5月24日、株式会社プロダクション末高を設立し、代表取締役に就任した。
2022年1月15日、D1だじゃれグランプリ加須オープン優勝。12月6日、翌2023年7月1日に真打に昇進、高座名を「錦笑亭満堂」に改める事と、2024年1月21日に日本武道館で真打昇進披露興行を行う事を発表した。真打昇進に際し高座名を考案したのは春風亭小朝で、「満員の観客を最高の笑いで包む人」という意味が込められている。なお、香盤順では三遊亭鯛好が一つ上の先輩となるが、鯛好が個人的な理由で真打に昇進するのを先送りする事となったため、先にとむが真打昇進する運びとなったが抜擢真打ではない。但し、この件に関しては笑福亭べ瓶からは「1人抜擢か？」と弄られていた。
2023年6月18日、椿山荘で昇進披露パーティーが開催され、演芸関係者・タレント・各企業の重役など600人以上の来賓が門出を祝った。司会は福島暢啓と田口万莉。
真打昇進初日の7月1日から同月10日までお江戸両国亭での「円楽一門両国寄席」（定席興行）は真打昇進披露の特別興行として、全日主任を務めるほか、師匠好楽を始めとした円楽一門会のみならず他協会の落語家・タレントが日替わりゲストとして出演、大入り満員となった。
| 日付          | ゲスト1      | ゲスト2                | ゲスト3                          |
| ------------- | ------------ | ---------------------- | -------------------------------- |
| 2023年7月1日  | 桂雀々       | 桂春蝶                 | できたくん                       |
| 2023年7月2日  | 桂米助       | 笑福亭べ瓶             | べ瓶と満堂（コントユニット）     |
| 2023年7月3日  | 立川ぜん馬   | AMEMIYA                | 伊藤夢葉                         |
| 2023年7月4日  | 五明樓玉の輔 | 小島よしお             |                                  |
| 2023年7月5日  | 笑福亭鶴瓶   | 林家あずみ             | 宮田陽・昇                       |
| 2023年7月6日  | 春風亭昇太   | 好楽＆ビックスモールン |                                  |
| 2023年7月7日  | 渡辺正行     | 金原亭世之介           | X-GUN                            |
| 2023年7月8日  | 林家たい平   | 三遊亭小歌             | スティファニー＆満堂（マジック） |
| 2023年7月9日  | 林家木久扇   | 上々軍団               |                                  |
| 2023年7月10日 | 三遊亭小遊三 | （末高斗夢）           |                                  |

全国30か所あまりでの披露公演を経て、2024年1月21日に日本武道館で「三遊亭とむ 改メ 錦笑亭満堂 真打昇進披露興行 ～満堂フェス in日本武道館」を多数のゲストを迎えて開催した。国家独唱はウエンツ瑛士、口上に並んだのは満堂・好楽・立川生志・笑福亭べ瓶・三遊亭王楽（司会）。総合司会は福島暢啓、田口万莉。その他のゲストはチェキッ娘、井戸田潤、東京ダイナマイト、サンドウィッチマン、タイムマシーン3号、ナイツ、上々軍団、DJ KOO、ピコ太郎、AMAMIYA、CyberAgent Legit、心馬、花柳達真、西寄ひがし、クリス・ハート、できたくん、大納言光子、新宿カウボーイ。6000人の観客を前に満堂が披露したトリネタは「芝浜」。

## 趣味・特技
マラソン・テニス・ピアノ・神社巡り・ダジャレ・スキー（SIJスキー検定ゴールド1級）・利き水（水ソムリエ資格保持）・自販機ビジネス・師匠エピソード

## ネタ

### 落語家として
持ちネタの中では、古典落語では「都々逸親子」など、新作落語では「落語免許センター」「ANAがあったら入りたい」などを得意ネタとしている。このうち「ANAがあったら入りたい」は師匠である好楽が満堂の知らないところで噺を覚えて許可を取らずに演じたことがある。好楽の演じる「ANAがあったら入りたい」は満堂の実話を交えた人情噺としてアレンジされている。

### 末高斗夢時代
小学生低学年レベルのダジャレをベースとしたネタを得意とし、笑わせることを目的としておらず、その場を凍りつかせることを目的とした芸風。お玉と下駄を組み合わせた「おったまげた」など。基本的にネタは全て巨大なドラムバッグから取り出す。日用品をつなげたり少し改造した小さな物から、家電製品や工作品など大掛かりな物を使ったネタもある。また、ネタのオチには必ず「♪ハイ、末髙斗〜夢〜」と左手を首の辺りでひらひらさせるアクションをする。お笑い番組だけでなく、芸能レポーター的な仕事で駄洒落を披露することも多い。
ネタの一例
- 炊飯器を取り出し「宅麻伸（炊くマシン）!」
- 5台つなげた炊飯器を取り出し「ゴレンジャー（5連ジャー）!」
- 6台つなげたレコード機を取り出し「レコード記録（レコード機6）!」
- 巨大なゼブラマッキー（黒）を取り出し「大黒摩季（大黒マッキー）!」
- 巨大な木工用ボンドを取り出し「大木凡人（大きいボンド）!」
- お玉と下駄を取り出し「おったまげた（お玉下駄）!」
- 急須をヒモで吊るし「万事休す（バンジーキュウス）!」
- 蛇口が2つある給湯器を取り出し「U2（湯ツー）!」
- 消臭スプレーを吹いた後にヒモで吊るした釜8つを出し「ムッシュかまやつ（無臭釜8つ）!」
- 蚊取り線香と信号機を取り出し「香取慎吾（蚊取り信号）!」
- ウォーターサーバーを出して「水野美紀（水飲み器）!」
- 最後のネタとして取り出した小道具をカバンにしまう「しまっていこう!」の後に、もう一つダジャレを出して終わる。元々「W（ダブル湯）!」だったが、加護亜依の喫煙騒動があってからは「湯ツー!」に変わっている。また、同類のネタで「あびる優（浴びる湯）!」というのもあったが、これもあびるの不祥事以降取りやめている。

- 2007年5月には、これらのダジャレネタを用いたマスコットがユージン（現・タカラトミーアーツ）からガシャポンとして販売されている（定価は1個200円）[15]。
- 錦笑亭満堂としての真打昇進披露パーティーで、末高斗夢時代からの小道具の保管用倉庫を貸している不動産会社の代表が司会の福島暢啓に促されてスピーチをしたが、そこで10年以上家賃が払われていないことを暴露した[16]。その後、2025年2月に倉庫の中身の小道具をすべて処分、撤収した[17]。

## エピソード
中学生の頃にチェキッ娘のファンになり、「いつかチェキッ娘と共演したい」と思って、チェキッ娘の出演していたフジテレビの番組『DAIBAッテキ!!』の木曜日のコーナーに出演し、ネタを披露したことがあった。本人は「これが高じて芸人になった」と、これが「芸人の原点」だったと回顧している。
2000年、「ミスター・ヤングマガジン」のグランプリを受賞したことがある。その際に審査の写真として、パンツ一丁になり、体に「2000 ミレニアム おめでとう」と書いた写真を送った。
15歳の時に、母親をスタッフにしてライブを主催した。前述のとおり実家が歯科医院を経営しているため、「道楽者」、「親のスネかじり」などと言われることもあるが、実際にはアルバイトをして小道具を買っているという。大学受験の面接でダジャレのネタをやった結果、合格した。
事務所の先輩井戸田潤（スピードワゴン）曰く、ネタに出来そうな道具はとりあえず買うという。また、同じピン芸人の高橋工房（現・できたくん）から小道具の提供を受けることもある（高橋は末高の“専属”で小道具提供を行っていたこともある）。中には、ネタに使えなかったり「ぎこちない」ことになってしまうこともある。
『爆笑そっくりものまね紅白歌合戦』2004年年末の回に出場した際、得意のネタで勝負に出てうけるが、同じ番組に出ていたさがね正裕（X-GUN）に「末高斗〜夢〜♪」のネタをその場で盗まれてしまう。さがねは司会者陣に怒られていた。
日本テレビ系ドラマ『野ブタ。をプロデュース』では同世代でもあるぼれろの渡辺敬介と「ディスティニー」というコンビを組んだ。また、同ドラマで共演したKAT-TUNの亀梨和也とは親交が深い。『野ブタ。をプロデュース』のオーディションを受けるために、同局の『ラジかるッ』でのお天気コーナーを代役として同じ事務所の後輩のザ・たっちに務めてもらったが、ザ・たっちが急激に売れ出したためにお天気コーナーの出演が立ち消えになった。その後、2007年3月に『ラジかるッ』は降板。
ザ・たっち、ビームとDVDの発売記者会見を行ったが、ザ・たっちがメインだったため、ワイドショーの放送ではほとんど出番がなかった。
ウエンツ瑛士と親交が深い。2010年10月11日放送の『もしものシミュレーションバラエティー お試しかっ!』の3時間SPではウエンツの相方として番組後半に遅れて出演するが、他の出演者達は小池徹平の出演を期待していたために微妙な雰囲気となり、登場時や合間に行ったダジャレネタも不発に終わった。そして末高が落語家になった後、2024年1月21日の「三遊亭とむ 改メ 錦笑亭満堂 真打昇進披露興行 ～満堂フェス in日本武道館」では、ウエンツが国歌斉唱を行った。
TBS系で放送された『DOORS 2006』で末高はボケをしていたらしいが、MCであるナインティナインがフォローできなかった。本来なら先輩芸人は若手芸人のフォローをする。
日本テレビ系の『第66回欽ちゃん&香取慎吾の全日本仮装大賞』に「ボディーブレード」という作品で出場したことがある。
文化放送の『大竹まこと ゴールデンラジオ!』で、月3万5000円前後の出演料と副業を明かしたことがある。また、ラジオ番組の企画で、レギュラーコーナーを一日だけ素人と強制的に交換されたこともあった。
『アッコにおまかせ!』のコーナー「おまかせ人間遺産」でミネラルウォーターの銘柄を飲み比べて当てる「利き水」に挑戦し、全問正解で人間遺産に認められた。特技は絶賛されたがダジャレネタを連発したため、事務所の大先輩である和田アキ子を困惑させた。
歌舞伎役者の二代目市川青虎、NHKアナウンサーの渡邊佐和子、宝塚雪組の千風カレンは幼稚園の同窓である。
三遊亭好楽へ入門してから二つ目に昇進するまでの高座名が「三遊亭こうもり」であったのは、好楽が弟子の高座名に、「好（こう）」の字を原則として入れていることによる。もっとも、兄弟子に当たる5人の落語家に漢字の高座名を充てたのに対して、末高の高座名にはひらがなを交えていた。結局、二つ目への昇進が決まったことを機に、本名の斗夢をひらがなで表記した「とむ」を高座名に付けている。
「落語（RAKUGO）」の頭文字「R」を由来とする第11回R-1ぐらんぷりにて桂三度とともに、落語家として第1回大会の桂三若と笑福亭三喬以来10年ぶりに決勝大会に進出した。結果は決勝大会出場者唯一の0点となり、レギュラー出演する『大竹まこと ゴールデンラジオ!』で「三遊亭0点」と揶揄された。なお、本人は「R-1効果で2週間はモテる」とナンパに励んでいた。
2018年には、レギュラー番組の1つである『ヤングタウン日曜日』（MBSラジオ）の企画でM-1グランプリにも挑戦。同番組のアシスタントで大学生時代にM-1準決勝へ2度進出、学生落語の経験を持つ福島暢啓（毎日放送アナウンサー）と「ヤングタウン」というコンビを組みながら、落語を交えた漫才を披露した。しかし、即興同然で東京予選に臨んだ結果、3回戦で敗退。2022年、2023年にも出場し、2023年には準々決勝に進出した。2024年には東京・大阪・名古屋でツアー公演を行う。
2019年には、NHK総合テレビのオーディションを経て、大河ドラマの『いだてん』へ出演している。2018年に「レギュラーEX」と称するオーディションで合格したため、当初は「大河ドラマにようやくレギュラー（キャスト）で出演できる」と思い込んでいて、『ヤングタウン日曜日』などの番組で共演者や視聴者にそのことを吹聴していた。ところが、最初に臨んだロケでの扱いを不審に思ったため、改めて確認したところ、「EX」がエキストラ（EXTRA）の略称であることが判明。合格が判明してからおよそ3か月後に、このような勘違いを『ヤングタウン日曜日』で釈明する羽目になった。それでも、メインキャストの六代目中村勘九郎と「末高斗夢」時代に別の作品で共演していたことから、撮影現場では勘九郎から「エキストラのリーダー（キャストの盛り上げ役）」として一目置かれているという。

## 出演

### テレビ
- 爆笑オンエアバトル（NHK）戦績3勝6敗 最高437KB
- 敗戦6回で300KB台[注 1]で3回、400KB台[注 2]で1回で6位敗退となっており、あと一歩のところでオンエアを逃すことが多かった。なおオンエアした回は全て5位通過となっている。
- もしものシミュレーションバラエティー お試しかっ!（テレビ朝日）
- 笑いの金メダル（ABC朝日放送）
- ラジかるッ（日本テレビ、 - 2007年3月30日）ニュースコーナー「DJ TERUの特だねワイド」で毎日1回芸能ニュースに登場
- アニマックス『アニメっ子MAX』（子ども番組）レギュラー
- 勝利の女神4（2009年5月 - 10月、チバテレビ）
- 踊る!さんま御殿!!（日本テレビ）
- アッコにおまかせ!（TBS）
- 爆笑そっくりものまね紅白歌合戦スペシャル（フジテレビ）
- エブリ!バディ部（2015年4月4日 - 9月26日、2016年4月2日 - 9月24日、レギュラー、BSジャパン）
- ぶじょほ（不定期放送レギュラー、秋田朝日放送）
- 笑点特大号（若手大喜利常連メンバー、BS日テレ）
- 金曜アドバンス 生放送だよ！ワンチーム落語（2020年11月20日、BSテレ東）
- 山ちゃんと昇太のワンチーム落語だよ!（2021年3月27日、BSテレ東）

### ラジオ
- ヤングタウン日曜日（MBSラジオ、2016年7月3日 - ）
- 大竹まこと ゴールデンラジオ!（文化放送、2007年10月4日 - 2014年9月23日）
- ラジオでもない音（MBSラジオ、2019年11月11日 -　）
- ますだおかだ岡田圭右とアンタッチャブル柴田英嗣のおかしば（文化放送、2024年3月3日）  - ゲスト

### ドラマ
- プレミアムドラマ『欽ちゃんの初恋』（NHKBSプレミアム） - 田中金魚 役
- 『ライオン先生』（日本テレビ） - 柳田俊夫 役
- 『野ブタ。をプロデュース』（日本テレビ） - 近藤 役
- 『ギャルサー』（日本テレビ） - 第2話ゲスト出演、引ったくり犯 役
- 『どうぶつ119』（日本テレビ） - 鳥越豊 役
- 『物呪〜モノノロイ』（日本テレビ）
- 『偽りの花園』（フジテレビ）
- 『GREEN〜農家のヨメになりたい〜』（NHK総合テレビ）
- 『ドリーム☆アゲイン』（日本テレビ）
- 『仮面ライダーW』（テレビ朝日 2010年8月29日 最終回） - ペットショップの店員／エナジー・ドーパント（声） 役
- 『Go Ape ゴー・エイプ』（WOWOW)
- 『桜からの手紙 〜AKB48 それぞれの卒業物語〜』（2011年2月27日、日本テレビ） - 第2話ゲスト出演、女子高のプール更衣室に忍び込む泥棒 役
- 『女かけこみ寺 刑事・大石水穂』（テレビ東京・BSジャパン） - 応円寺の修行僧、樹安 役
- 『いだてん〜東京オリムピック噺〜』（NHK総合テレビ） - レギュラーエキストラ[21]

### ナレーション
- 『サタデーパーティ』（テレビ東京）

### アニメ
- おじゾウさん（2015年6月、GYAO）毎週月曜更新

### CM
- パピコ（江崎グリコ）
- ビタミンウォーター（サントリー）
- FLET'S光×ドラクエX『フレッツ光でドラクエの世界へ』篇（NTT東日本）
- 日本通運・引っ越し
- イースト駅前クリニック

### DVD
- 『ダジャレ大事典200連発!すえたかと〜む〜♪』（ポニーキャニオン）

### MV
- 『大航海』ヒグチアイ（2024年2月2日）[22]

## 著書
- 『ウチの師匠がつまらない』（PARCO出版） 2024年2月 ISBN 978-4865064438

## 関連書籍
- 『宙跳ぶ落語家 三遊亭とむ』 松垣透（彩流社） 2021年2月 ISBN 978-4779127229